# Big Creek, Mississippi
För andra betydelser, se Big Creek.
Big Creek är en ort (village) i Calhoun County i Mississippi i USA.
Big Creek grundades på 1840-talet. Orten har fått sitt namn efter bäcken Big Creek som rinner fram i närheten.
Vid 2020 års folkräkning hade Big Creek 133 invånare.